# Best Bakery - A Melhor Pastelaria de Portugal
Best Bakery - A Melhor Pastelaria de Portugal foi um talent show de culinária português produzido pela ShineIberia e emitido pela SIC, baseado no formato original Britain's Best Bakery, exibido pela ITV no Reino Unido. O programa estreou a 2 de outubro de 2016 e terminou a 31 de dezembro de 2016. Foi apresentado por Ana Guiomar e os jurados foram os chefes Luca Arguelles e Telmo Moutinho.
A pastelaria vencedora da primeira temporada, foi a Sabores d'Avenida.

## Formato
Todas as semanas, os jurados rumam a uma região do país para conhecerem quatro pastelarias que são então sujeitas a três desafios e, consequentemente, a três momentos de avaliação. Na primeira prova, os chefs pasteleiros visitam as pastelarias concorrentes, conhecem os seus produtos e funcionários e escolhem apenas uma peça [bolo/salgado/padaria]. Posteriormente, cada equipa em concurso elege a sua especialidade para dar a conhecer aos jurados. Nestas duas provas, a avaliação é feita com uma pontuação de zero a 10.
Já na última prova, as quatro pastelarias são desafiadas a executar uma receita proposta pelos jurados, que não seja da sua área de conforto. O desafio, igual para as quatro equipas, é realizada em três horas, sendo que é nesta etapa que se decide quem passa para a semifinal.

## Produção
O programa foi produzido pela ShineIbeira Portugal e  teve um total de 12 episódios. As gravações começaram na primeira semana de agosto de 2016.

### Jurados
Os jurados foram os chefes Luca Arguelles e Telmo Moutinho.
Luca Arguelles
Natural de Portalegre e formado em pastelaria pela École Nationale Supérieure de la Pâtisserie, em França. Com um vasto percurso profissional, dedica-se atualmente ao negócio da família – a Padaria Arguelles, em Arronches, sendo responsável por fornecer os hotéis de 5 estrelas da região.
Telmo Moutinho
Natural de Mirandela, estudou na Escola de Hotelaria de Mirandela e na Escola de Hotelaria e Turismo do Oeste, em Óbidos. Na última, conheceu Andreia Luís, sua atual esposa. Com uma preenchida carreira internacional, Telmo regressou ao seu país natal e trabalha atualmente no restaurante de cinco estrelas Alma, no Chiado, onde é o responsável pelas sobremesas.

### Apresentadora
A atriz Ana Guiomar foi a apresentadora, estreando-se como tal na televisão.

## Sumário das Edições
| Edição | Ano  | Vencedores        | Apresentação | Jurados        | Jurados        |
| ------ | ---- | ----------------- | ------------ | -------------- | -------------- |
| 1      | 2016 | Sabores D'Avenida | Ana Guiomar  | Luca Arguelles | Telmo Moutinho |

## Programa

### Pastelarias
Cerca de 36 pastelarias de todo os país competiram:
| Região                      | Pastelaria                | Proprietários              | Estilo de pastelaria   | Especialidade                  |
| --------------------------- | ------------------------- | -------------------------- | ---------------------- | ------------------------------ |
| Beiras                      | A Poussadinha             | Dona Cacilda e Dona Aurora | Conventual             | Pastel de Tentúgal             |
| Beiras                      | Trigo Doce                | Irmãos Filipe e Pedro      | Tradicional portuguesa | Pindelinhos                    |
| Beiras                      | Cakes 2 Love              | Susana                     | Cupcakes               | Miminhos de amêndoa e alfazema |
| Beiras                      | Flor de Aveiro            | Pedro e Milú               | Clássica               | Bolo Diplomático               |
| Estremadura                 | Santa Coina               | Andreia                    | Tradicional            | Coininhas                      |
| Estremadura                 | Doce Pecado               |                            |                        |                                |
| Estremadura                 | Confeitaria d'Arrábida    |                            |                        |                                |
| Estremadura                 | L'Éclair                  |                            |                        |                                |
| Trás-os-Montes e Alto Douro | Casa Lapão                |                            |                        |                                |
| Trás-os-Montes e Alto Douro | Rota dos Sabores          |                            |                        |                                |
| Trás-os-Montes e Alto Douro | D'Chaves                  |                            |                        |                                |
| Trás-os-Montes e Alto Douro | Pastelaria da Sé          |                            |                        |                                |
| Minho                       | Pastelaria Clarinha       |                            |                        |                                |
| Minho                       | Arte do Lima              |                            |                        |                                |
| Minho                       | Casa dos Croissants       |                            |                        |                                |
| Minho                       | Spirito Cupcakes & Coffee |                            |                        |                                |
| Ribatejo                    | Pastelaria Moinho d'Água  |                            |                        |                                |
| Ribatejo                    | Pastelaria Tágide         |                            |                        |                                |
| Ribatejo                    | Confeitaria d'Avenida     |                            |                        |                                |
| Ribatejo                    | Pic Nic 3                 |                            |                        |                                |
| Alentejo e Algarve          | Pão, Café & Companhia     |                            |                        |                                |
| Alentejo e Algarve          | Kubidoce                  |                            |                        |                                |
| Alentejo e Algarve          | Casa de Chá Maltesinhas   |                            |                        |                                |
| Alentejo e Algarve          | Gombá                     |                            |                        |                                |
| Madeira                     | Delícias da Bia           |                            |                        |                                |
| Madeira                     | Doce Satisfação           |                            |                        |                                |
| Madeira                     | Miminho                   |                            |                        |                                |
| Madeira                     | Boutique do Lido          |                            |                        |                                |
| Douro Litoral               | Confeitaria da Ponte      |                            |                        |                                |
| Douro Litoral               | Pão Pepim                 |                            |                        |                                |
| Douro Litoral               | Dajuri                    | Fátima Ferreira            | Tradicional            | Rabanas Poveiras               |
| Douro Litoral               | Confeitaria do Bolhão     |                            |                        |                                |
| Oeste                       | Pastelaria Bilay          |                            |                        |                                |
| Oeste                       | Miss Daisy                |                            |                        |                                |
| Oeste                       | Atelier do Doce           |                            |                        |                                |
| Oeste                       | Sabores d'Avenida         |                            |                        |                                |